# Sœurs de Saint Joseph d'Annecy
Les sœurs de Saint Joseph d'Annecy sont une congrégation religieuse apostolique féminine de droit pontifical.

## Histoire
La congrégation tire son origine dans la fondation faite au Puy-en-Velay par le jésuite Jean-Pierre Médaille.
Le 7 mai 1833, cinq sœurs de Saint Joseph de Pignerol arrivent à Annecy à la demande de Pierre-Joseph Rey (1770-1842), évêque d'Annecy et ancien évêque du diocèse de Pignerol. Dès le 20 mai, une école est ouverte dans le palais épiscopal,(aujourd'hui conservatoire régional d'Annecy). 
Le 5 octobre 1833, la congrégation d'Annecy absorbent les communautés des sœurs de Saint Joseph d'Évian, Megève et Sallanches fondées par les Sœurs de Saint Joseph de Lyon et celle de Thorens créée par Évian. La supérieure d'Annecy, Mère Fortunée Meynet, devient supérieure générale des différentes maisons.
Pour loger dignement les sœurs, l'évêque rachète petit à petit les portions de la « petite visitation », couvent historique de l'Ordre de la Visitation. Les sœurs s'y installent le 3 octobre 1835 mais le monastère n'est acquis en totalité que le 11 mars 1836. Mère Louise-Flavie Blanc, supérieure générale de la congrégation, achète en 1855 la « maison de la Galerie », lieu où fut fondé l'Ordre de la Visitation, attenant à la « petite visitation ». Les fondations en Savoie se multiplient rapidement avec Frangy (1836), Samoëns et Arâches (1838), Saint-Pierre-en-Faucigny et Thônes (1839).
En octobre 1846, le Père Théophile-Sébastien Neyret, ancien aumônier du pensionnat d'Évian, devenu missionnaire de Saint François de Sales, est envoyé dans la mission de Visakhapatnam (aujourd'hui archidiocèse de Visakhapatnam) en Inde. Le 3 août 1838, il demande aux sœurs d'Annecy de fonder une maison dans cette mission pour créer des écoles de filles.
Après l'Inde vient l'Angleterre (1864), la Suisse (1879), l'Algérie (1957), le Sénégal (1960). D'autres implantations suivent en Afrique : La Tanzanie en 2004, le Congo en 2012 et le Kenya l'année suivante.
L'institut reçoit le décret de louange le 19 septembre 1899 et son approbation définitive le 5 février 1901.

## Activités et diffusion
Les sœurs acceptent toutes formes d'apostolat selon les besoins de l'Église.
Elles sont présentes en: 
- Europe : France, Angleterre, Pays de Galles, Irlande Suisse.
- Afrique : Congo, Gambie, Sénégal, Kenya, Tanzanie.
- Asie : Inde.

La maison-mère est à Annecy.
En 2017, la congrégation comptait 529 sœurs dans 81 maisons.